# Supercopa de España femenina de baloncesto 2020
La Supercopa de España femenina de baloncesto 2020 o SuperCopa LF 2020 fue la 18ª edición desde su fundación. Se disputó en el Bilbao Arena de Bilbao durante los días 12 y 13 de septiembre de 2020, resultando vencedor por novena vez en su historia el Perfumerías Avenida salmantino.

## Equipos participantes
Los equipos participantes de acuerdo a los criterios de participación establecidos por la FEB fueron:
| Equipo              | Clasificación                           | Participación |
| ------------------- | --------------------------------------- | ------------- |
| Perfumerías Avenida | Campeón de la Copa de La Reina          | 15.ª          |
| Spar Girona         | Segundo clasificado de la Liga Femenina | 6.ª           |
| Lointek Gernika     | Tercero clasificado de la Liga Femenina | 1.ª           |
| Valencia Basket     | Cuarto clasificado de la Liga Femenina  | 1.ª           |

## Árbitros
Los árbitros elegidos para arbitrar los encuentros de esta edición fueron:
- Javier Bravo Loroño
- Mikel Cañigueral Novella
- Paula Lema Parga
- Joaquín Lizana Moreno
- Mariano Palomo Cañas
- Sara Peláez Santana
- Sandra Sánchez González

## Cuadro
|  | Semifinales         | Semifinales |                     |                 | Final | Final |  |
|  |                     |             |                     |                 |       |       |  |
|  |                     |             |                     |                 |       |       |  |
|  | Lointek Gernika     | 68          |                     |                 |       |       |  |
|  | Lointek Gernika     | 68          |                     |                 |       |       |  |
|  | Valencia Basket     | 62          |                     |                 |       |       |  |
|  | Valencia Basket     | 62          |                     | Lointek Gernika | 50    |       |  |
|  |                     |             |                     | Lointek Gernika | 50    |       |  |
|  |                     |             | Perfumerías Avenida | 66              |       |       |  |
|  | Spar Girona         | 74          | Perfumerías Avenida | 66              |       |       |  |
|  | Spar Girona         | 74          |                     |                 |       |       |  |
|  | Perfumerías Avenida | 78          |                     |                 |       |       |  |
|  | Perfumerías Avenida | 78          |                     |                 |       |       |  |
|  |                     |             |                     |                 |       |       |  |

### Semifinales
| 12 de septiembre de 2020 | Lointek Gernika                                    | TE 68–62                                           | Valencia Basket                                    | Bilbao |  |
| 19:00                    | Parciales: 16–15, 11–12, 15–16, 14–13 (T.E.: 12–6) | Parciales: 16–15, 11–12, 15–16, 14–13 (T.E.: 12–6) | Parciales: 16–15, 11–12, 15–16, 14–13 (T.E.: 12–6) | |  |
|                          | Estadísticas Buch 20 Lo 8 Buch 7 Buch 22           | Reporte Pts Reb Asts Val                           | Estadísticas 14 Gil 7 Gil 5 Ouviña 14 Carrera      | Pabellón: Bilbao Arena Árbitros: Paula Lema Parga, Joaquín Lizana Moreno, Mikel Cañigueral Novella Televisión: |  |

| 12 de septiembre de 2020 | Spar Girona                                        | 74–78                                 | Perfumerías Avenida                          | Bilbao |  |
| 21:15                    | Parciales: 17–17, 20–16, 19–24, 18–21              | Parciales: 17–17, 20–16, 19–24, 18–21 | Parciales: 17–17, 20–16, 19–24, 18–21        | |  |
|                          | Estadísticas Araújo 15 Araújo 11 Palau 5 Araújo 21 | Reporte Pts Reb Asts Val              | Estadísticas 16 Hof 9 Hof 7 Domínguez 19 Hof | Pabellón: Bilbao Arena Árbitros: Mariano Palomo Cañas, Francisco Bravo Loroño, Sara Peláez Santana Televisión: |  |

### Final
| 13 de septiembre de 2020 | Lointek Gernika                                      | 50–66                                | Perfumerías Avenida                                 | Bilbao |  |
| 21:00                    | Parciales: 15–15, 16–17, 11–19, 8–15                 | Parciales: 15–15, 16–17, 11–19, 8–15 | Parciales: 15–15, 16–17, 11–19, 8–15                | |  |
|                          | Estadísticas Ivanovic 12 Arrojo 5 Buch 3 Ivanovic 14 | Reporte Pts Reb Asts Val             | Estadísticas 20 Milić 16 Milić 5 Rodríguez 30 Milić | Pabellón: Bilbao Arena Árbitros: Paula Lema Parga, Mikel Cañigueral Novella, Sandra Sánchez González Televisión: |  |

#### Plantillas
| #                      | Jugadora           |
| ---------------------- | ------------------ |
| 1                      | Laura Cornelius    |
| 3                      | Nogaye Lo Sylla    |
| 6                      | Naiara Díez        |
| 7                      | Belén Arrojo       |
| 8                      | Milica Ivanovic    |
| 9                      | Marta Alberdi      |
| 10                     | Paula Ginzo        |
| 12                     | Angela Bjorklund   |
| 24                     | Margaret Roundtree |
| 31                     | Itziar Ariztimuño  |
| 45                     | Nádia Colhado      |
| 66                     | Rosó Buch          |
| Entrenador             |                    |
| Mario López Villalibre |                    |

| Campeonas de la Supercopa de España femenina de baloncesto 2020 |
| --------------------------------------------------------------- |
| Perfumerías Avenida 9.º título                                  |

| MVP:           |
| -------------- |
| Nikolina Milić |

| #               | Jugadora         |
| --------------- | ---------------- |
| 4               | Leonor Rodríguez |
| 5               | Maite Cazorla    |
| 6               | Silvia Domínguez |
| 8               | Inés Santibáñez  |
| 10              | Marica Gajić     |
| 13              | Andrea Vilaró    |
| 15              | Umo Diallo       |
| 21              | Emese Hof        |
| 22              | Nikolina Milić   |
| 44              | Katie Samuelson  |
| Entrenador      |                  |
| Roberto Íñiguez |                  |